# Bleke grasuil
De bleke grasuil (Mythimna pallens, synoniem: Aletia pallens) is een nachtvlinder uit de familie Noctuidae ( uilen). De voorvleugellengte bedraagt tussen de 14 en 17 millimeter. De imago kan verward worden met de stompvleugelgrasuil en de spitsvleugelgrasuil. De soort overwintert als rups.

## Waardplanten
De gekraagde grasuil heeft diverse grassen als waardplant, zoals kropaar en smele. Mogelijk behoren ook enkele andere kruidachtige planten tot de waardplanten.

## Voorkomen in Nederland en België
De gekraagde grasuil is in Nederland en België een vrij gewone vlinder, die over het hele gebied verspreid voorkomt, vooral aan de kust. De vliegtijd is van half mei tot en half oktober in twee generaties.
De bleke grasuil, stompvleugelgrasuil en spitsvleugelgrasuil, die alle drie vrij algemeen in Nederland en België voorkomen, zijn vrij lastig van elkaar te onderscheiden, met name bij meer afgevlogen exemplaren. Bij de bleke grasuil is de zwarte veeg over de voorvleugel langs de witte hoofdader minder duidelijk dan bij de stompvleugelgrasuil en spitsvleugelgrasuil. Ook is bij de bleke grasuil de achtervleugel voornamelijk wit, bij de andere twee soorten donkerder grijs. De spitsvleugelgrasuil heeft verder een opvallend puntje aan de vleugel, die de stompvleugelgrasuil niet heeft.